# Frederick Bellenger
Pour les articles homonymes, voir Bellenger.
Frederick John Bellenger, né à Londres le 23 juillet 1894 et mort dans cette même ville le 11 mai 1968, est un homme politique britannique.

## Biographie
Fils d'ouvrier de l'industrie laitière, il naît à Bethnal Green dans l'East End pauvre de Londres. Il quitte l'école à l'âge de 14 ans pour travailler comme ouvrier dans un entrepôt de thé. Engagé volontaire durant la Première Guerre mondiale, il est déployé en France au sein du Régiment royal d'artillerie. Blessé à deux reprises, il est promu sous-lieutenant en 1917. Il participe à l'occupation militaire britannique de la Rhénanie après la guerre, et y rencontre et épouse une Allemande, Marion Stollwerck, fille d'un riche chocolatier. De retour au Royaume-Uni, il travaille comme agent immobilier à Londres.
Aux élections générales de 1935 il est élu membre du Parlement pour la circonscription de Bassetlaw sous l'étiquette du Parti travailliste, après avoir été membre du Parti conservateur dans les années 1920. Comme les autres travaillistes, il dénonce la politique d'apaisement menée par le Premier ministre conservateur Neville Chamberlain à l'égard des puissances fascistes d'Europe. En tant que réserviste, il est appelé à l'entame de la Seconde Guerre mondiale. Fait capitaine dans l'Artillerie royale, il est déployé à nouveau en France avec le Corps expéditionnaire britannique, puis évacué lors de l'évacuation de Dunkerque. En août 1945 il est nommé secrétaire financier au ministère de la Guerre dans le nouveau gouvernement travailliste de Clement Attlee. En octobre 1946 il est promu secrétaire d'État à la Guerre. Il est globalement apprécié par les généraux ; le maréchal Bernard Montgomery écrit à son sujet : « [I]l me laisse tranquille et signe tout ce qu'on met devant lui ». Peu apprécié toutefois par l'aile gauche du parti, il est évincé lors d'un remaniement ministériel en octobre 1947,,.
Durant les années 1950 et 1960, il continue de siéger comme parlementaire d'arrière-ban travailliste, mais se rapproche à nouveau du Parti conservateur. Il se lie d'amitié avec les députés conservateurs Martin Redmayne et Julian Critchley, critique l'influence des syndicats au Parti travailliste, s'oppose à la légalisation de l'homosexualité par le gouvernement travailliste de Harold Wilson dans les années 1960 et, en désaccord total avec son parti, soutient la Déclaration unilatérale d'indépendance de la Rhodésie par le gouvernement blanc d'Ian Smith en 1965 qui vise à empêcher le gouvernement britannique de Harold Wilson d'accorder les mêmes droits politiques aux noirs de Rhodésie qu'aux blancs. Cette position lui vaut d'être informé par sa branche locale du Parti travailliste, peu après sa réélection en 1966, qu'il ne sera pas autorisé à se présenter à nouveau sous les couleurs du parti aux prochaines élections législatives. Perçu comme un excentrique en décalage même avec l'aile droite gaitskellienne du parti, voire comme un « anachronisme », il n'a plus aucune influence sur la vie politique du pays et meurt en mai 1968 à l'âge de 73 ans,,,.